# Unit Interval
Das Unit Interval (UI) ist eine Hilfsmaßeinheit zur Bewertung von Jitter (zeitliches Taktzittern bei der Übertragung von Digitalsignalen) im Rahmen der digitalen Signalverarbeitung. Es wird u. a. verwendet in der ITU-T G.810 und bei digitalen Videoschnittstellen wie dem Serial Digital Interface (SDI).
Ein Unit Intervall (1 UI) entspricht der Zeitdauer zur Übertragung eines Sendesymbols. Durch Jitter treten bei der konkreten Zeitdauer Abweichungen auf, wodurch es infolgedessen zu Übertragungsfehlern kommen kann. Typische Grenzwerte für Jitter liegen bei 0,1 UI bis 0,3 UI. Ab 0,5 UI ist die horizontale Öffnung im Augendiagramm geschlossen und Symbolübersprechen tritt auf.